# Сибир
Сибир (рус. Сибирь) је део Русије који се простире у дужини од 7.000 km у правцу исток-запад од планине Урал на западу до разводних планина на истоку, и око 3.500 km у правцу север-југ од Северног леденог океана до казахстанских планина и границе са Монголијом и Кином. Све осим крајње југозападног дела Сибира (који је део Казахстана), чини око 56% Руске територије са 9,6 милиона km². Сибир је велика географска регија, а по најширој дефиницији познат је и као северна Азија. У овом случају укључује и Далеки исток Русије, а површина му је 13,1 милиона km². Сибир је део модерне Русије од 16. и 17. века.
Територија Сибира протеже се источно од планине Урал до развођа Тихог океана и Северног леденог океана. Река Јенисеј условно дели Сибир на два дела, Запад и Исток. Сибир се протеже на југ од Северног леденог океана до брда северно-централног Казахстана и до националних граница Монголије и Кине. Са површином од 13,1 милиона km², Сибир чини 77% површине копна Русије, али у њему живи само 40 милиона људи – 27% становништва земље. Ово је еквивалентно просечној густини насељености од око 3 становника по квадратном километру (приближно једнака оној у Аустралији), чинећи Сибир једним од најређе насељених региона на Земљи. Да је независна земља, по површини би био највећа земља на свету, али по броју становника то би била 35. највећа земља на свету и 14. највећа у Азији.
Сибир је, широм света, познат првенствено по својим дугим, оштрим зимама, са јануарским просеком од −25 °C (−13 °F), као и по томе што су га руске и совјетске власти дуго користиле као локацију за затворе, радне логоре и прогонство.

## Порекло имена
По неким теоријама име му долази од сибирске татарске реченице која значи „успавана земља“. По другој верзији име је добио по јенисејском племену Сибири, које су касније асимиловали Сибирски Татари. Доктор Памела Кајл Крослеј, професор историје на Дармут колеџу, тврди да су Руси назвали Сибир по народу Сибо који данас живи у Кини. Модерно значење имена је ушло у руски језик после освајања Сибирског каната.
Пољски историчар Chycliczkowski је предложио теорију према којој име потиче од прасловенске речи за „север” (север, sever), али је Анатоли Бајкалоф одбацио ово објашњење. Рекао је да суседни Кинези, Турци и Монголи (који имају слична имена за регион) нису познавали руски. Предложио теорију према којој је име комбинација две речи туркијског порекла, а то су „си” (вода) и „бир” (дивљина).

## Праисторија
Регион има велики значај за палеонтологију, јер су на територији Сибира у вечном леду или пермафросту очувана тела праисторијских животиња из плеистоценске епохе. У овом региону су пронађени примерци пећинског лава, мамута из Ојмјакона, рунастог носорога из реке Колиме и бизона и домаћих коња из Јукагира.
Сибирске трапе су формиране једним од највећих познатих вулканских догађаја у последњих 500 милиона година геолошке историје Земље. Који је трајао милион година и сматра се могућим узрочником „Великог изумирања” пре око 250 милиона година, за који се процењује да је изазвао изумирање 90% врста које су постојале у то време.
Најмање три врсте људи је живело у јужном Сибиру пре око 40.000 година: савремени људи, Неандерталци и Денисовани. За последњу је 2010. године на основу анализе ДНК утврђено да представља посебну врсту.

## Историја
Сибир су насељавали различити номадски народи као што су Енци, Ненци, Хуни и Ујгури. Монголи су у шеснаестом веку освојили област, која је касније постала самостални Сибирски канат. Монголи су освојили велики део ове области почетком 13. века.
Са распадом Златне Хорде, крајем 15. века основан је аутономни Сибирски ханат. Туркијски говорници Јакути мигрирали су северно од области Бајкалског језера под притиском монголских племена од 13. до 15. века. Сибир је остао ретко насељено подручје. Историчар Џон Ф. Ричардс је написао: "... мало је вероватно да је укупна рана модерна сибирска популација премашивала 300.000 људи."
Растућа снага Русије на Западу почела је да подрива Сибирски ханат у 16. веку. Прво, групе трговаца и Козака су почеле да улазе у то подручје. Руска армија је добила директиву да успоставља нова утврђења све даље и даље на исток, како би заштитила нове насељенике из Европске Русије. Основани су градови попут Мангазеје, Таре, Јенисејска и Тобољска, а последњи је проглашен главним градом Сибира. У то време, Сибир је био назив тврђаве у Кашлику, у близини Тобољска. Герхард Меркатор, на карти објављеној 1595. године, означава Сибир као назив насеља, али и околне територије дуж леве притке реке Об. Други извори наговештавају да је народ Сибо, аутохтони Тунгуски народ, пружио жесток отпор руској експанзији иза Урала. Неки сугеришу да је израз „Сибир” њихов русификован етноним.
До средине 17. века, подручја под контролом Русије су се протезала до Тихог океана. Око 230.000 Руса се настанило у Сибиру до 1709. године. Сибир је био одредиште за слање протераних. Још од цара Петра Првог, Сибир је коришћен за изградњу логора за принудни рад, а нарочито за време совјетске власти стварањем гулага.
Изградња Транссибирске железнице (1891–1916) довела је до убрзаног економског развоја Сибира и његове модернизације. Боље је повезивала Сибир са Европском Русијом која се убрзано индустријализовала у доба Николаја II. Око седам милиона људи преселило се у Сибир из Европске Русије између 1801. и 1914. Од 1859. до 1917. више од пола милиона људи се преселило на Далеки исток. Сибир има богате природне ресурсе. Током 20. века започело се са експлоатацијом великих размера ових ресурса, а индустријски градови су се развили широм региона.
У 07:15, 30. јуна 1908. године, у близини реке Поткамена Тунгуска у централном Сибиру у Тунгуској експлозији је оборено милион стабала. Већина научника верује да је то резултат пада метеора или комете. Иако ниједан кратер никада није пронађен, пејзаж у (ненастањеној) зони још увек носи ожиљке овог догађаја.
У раним деценијама Совјетског Савеза (посебно 30-тих и 40-тих), влада је основала државну агенцију ГУЛАГ за администрирање система казнених радних логора, замењујући претходни систем каторга. Према полу-званичним совјетским проценама, које су објављене тек након пада совјетске владе, од 1929. до 1953. кроз ове логоре и затворе прошло је више од 14 милиона људи, од којих су многи били у Сибиру. Још 7 до 8 милиона људи је интерно депортовано у одвојене области Совјетског Савеза (укључујући читаве националности или етничке групе у неколико случајева).
Пола милиона (516.841) затвореника умрло је у логорима од 1941. до 1943. године због недостатака хране изазване Другим светским ратом. У другим периодима морталитет је био релативно мањи. Величина, обим и број радничких кампова ГУЛАГа остаје предмет истраживања и дебата. Многи Гулази су се налазили у изузетно удаљеним подручјима североисточног Сибира. Најпознатији кластери су били Севостлаг (североисточни логори) дуж реке Колиме и Норилаг код Нориљска, где је 1952. године држано 69.000 затвореника. Главни индустријски градови Северног Сибира, као што су Нориљск и Магадан, развили су се из логора које су изградили затвореници и које су водили бивши затвореници.

## Географија
Са површином од 13,1 милиона km², Сибир чини око 77% укупне територије Русије и скоро 10% површине Земље (148.940.000 km²). Док Сибир географски припада Азији, многе организације представљају целу Русију као део Европе и/или источне Европе (ове организације не деле земље на мање географске целине), пример су макрогеографски региони ОУН. Главне географске зоне укључују Западносибирску низију и Средњосибирску висораван.
На територији источне и централне Јакутије налазе се бројни планински венци разних старосних доба, који се пружају правцем север-југ. Ове планине се протежу до скоро 3.000 m, али изнад висине од неколико стотина метара скоро су потпуно лишене вегетације. Клима је превише сува да би се глацијација проширила на ниске надморске висине. На овим ниским висинама налазе се бројне долине, многе од њих су дубоке и прекривене шумом ариша, осим на екстремном северу где доминира тундра. Активни слој земљишта има тенденцију да буде дубок око један метар, осим у близини река.
Највиша тачка у Сибиру је активни вулкан Кључевскаја Сопка, на полуострву Камчатке. Његов врх је на 4.750 m.

### Планински венци
- Алтајске планине
- Прибајкалске планине
- Хамар-Дабан
- Планине Черскога
- Џугџур планине
- Корјачке планине
- Сајанске планине
  - Западни Сајан
  - Источни Сајан
- Тану-Ола планине
- Уралске планине
- Верхојанске планине
- Јаблоновске планине

### Језера и реке
- Анабар
- Ангара
- Индигирка
- Иртиш
- Колима
- Бајкалско језеро
- Лена
- Доња Тунгуска
- Об
- Поткамена Тунгуска
- Увс-Нур
- Јана
- Јенисеј

### Пашњаци
- Укук висораван — део Унескове Светске баштине

### Геологија
Западно-сибирска равница се састоји углавном од кенозоичних алувијалних наслага и донекле је равна. Многе наслаге на овој равници су резултат ледених брана које су произвеле глацијално језеро. Ово језеро средње-до-касног плеистоцен блокирало је ток према северу река Об и Јенисеј, што је резултирало преусмеравањем југозападно у Каспијско језеро и Аралско језеро преко долине реке Тургај. Подручје је веома мочварно, а земљишта су углавном тресни хистосоли.
Средњосибирска висораван је древни кратон (у неким изворима назван Ангараланд) који је формирао независни континент пре периода Перм. Изузетно је богат минералима, који садрже велике количине злата, дијаманата и руде мангана, олова, цинка, никла, кобалта и молибдена. Вулкански догађај у овом пределу је највећа позната вулканска ерупција у историји Земље. Само је екстремни северозапад био под ледником током квартара, али готово све је под изузетно дубоким пермафростом, а једино дрво које успева, упркос топлим летима, је листопадни сибирски ариш (Larix sibirica), захваљујући веома плитком корену. Изван екстремних северозападних делова, тајга је доминантна, и покрива значајан део Сибира.
Нафтна покрајина Лена-Тунгуска обухвата централну сибирску платформу (неки аутори називају је источно-сибирском платформом). Геолошко извиђачко истраживање региона започело је 1932. године, након чега је уследило површинско и подземно мапирање, те је откривен Марков-Ангара лук (антиклинала). То је довело до открића Марковог нафтног поља 1962. године, где је отворена Марково 1 бушотина, на дубини од 2.156 m.‍:243 Гасно поље Средне-Ботуобин откривено је 1970. године.‍:244 Нафно поље Јарактин откривено је 1971. године, производња на дубинама до 1.750 m.‍:244

### Границе
Границе Сибира не могу се једнозначно и прецизно одредити. Утврђивање сибирске територије разликује се зависно од угла гледања: географски, историјски или политички.
Име потиче изворно из монголског (неки извори тврде да долази из татарског) и дословно му је значење „земља која спава“, а односило се на Сибирски канат на подручју данашњег западног Сибира, који је настао распадом Златне хорде. Данас се изван Русије под Сибиром обично подразумева читав азијски део Русије.
Простире се око 7.000 km у смеру исток - запад од Урала све до планина које чине пацифичку вододелницу. Од севера према југу има око 3.500 km од Арктичког океана (Северно поларно море) па до казахстанских планина и граница са Монголијом и Народном Републиком Кином. Подручје Далеког истока од Јакутије до тихоокеанске обале, које је са својих 6.179.900 km² површине веће од целог преосталог дела Сибира, изван Русије се обично прибраја Сибиру, али се у Русији сматра посебном регијом. Тако становници Камчатке или Сахалина под „Сибиром“ подразумевају регију која је више хиљада километара далеко од њихове домовине.
По висини Сибир се може грубо разграничити на седам делова: Западносибирска депресија, Северносибирска депресија, Средњосибирске планине, Јужносибирске планине, Средњојакутска низија, Источносибирска депресија и Источносибирске планине.

### Реке
Највеће реке су Об, који одводњава огромну равницу источно од Урала, Јенисеј, Лена и Амур. Поред Иркутска налази се Бајкалско језеро које је најдубље слатководно језеро на Земљи. Далеко на истоку налази се полуострво Камчатка са великим бројем вулкана.

### Клима
| |
| Поларна пустиња Тундра Алпска тундра Тајга Монтанска шума Умерена широколисна шума Умерена степа Сува степа |
| Вегетација у Сибиру углавном је тајга, са тундра појасом на северу и умереном шумском зоном на југу.        |

У већем делу Сибира влада изражена континентална клима: врућа лета (до +40 °C) смењују крајње хладне зиме (до -67 °C). Земља често остаје под снегом до 9 месеци.
Крајоликом углавном доминирају четинарске шуме (тајге), док у арктичким подручјима превладава тундра, крајолик без дрвећа. Између тога се налази мешовито, прелазно подручје. На југу тајга прелази у шуме умерених предела и степу.
У великим деловима Сибира као облик тла превладава мерзлота (трајно залеђено тло). Најхладније насељено место на Земљи је источносибирски град Ојмјакон (јужно од Верхојанска).
Клима Сибира драстично варира, али у основи има кратка лета и дугачке и изузетно хладне зиме. На северној обали, северно од Северног поларника, лето траје врло кратко (око један месец).
Скоро целокупно становништво живи на југу, дуж Транссибирске железнице. Клима у овом најјужнијем делу је умереноконтинентална клима, са хладним зимама, али прилично топлим летима која траје најмање четири месеца. Годишњи просек је око 0,5 °C. Јануар у просеку износи око −20 °C (−4 °F) и јул око +19 °C (66 °F), док су дневне температуре током лета обично изнад 20 °C (68 °F). Са поузданом пољопривредном сезоном, обиљем сунца и изузетно плодном црницом, јужни Сибир је довољно добар за профитабилну пољопривреду, што је доказано почетком 20. века.
Најчешће присутна клима у Сибиру је субполарна клима, са просечном годишњом температуром око −5 °C (23 °F) и са јануарским просеком од −25 °C (−13 °F) и просеком за јул +17 °C (63 °F), иако се значајно разликују, са јулским просеком око 10 °C (50 °F) у екотону тајге-тундре. Ојмјакон је село које је 6. фебруара 1933. забележило температуру −67,7 °C (−89,9 °F). Верхојанск, град на северу и у унутрашњости, забележио је температуру од −69,8 °C (−93,6 °F) за 3 узастопне ноћи: 5., 6. и 7. фебруара 1933. Сваки град се наизменично сматрао најхладније насељеним местом на северној хемисфери. Сваки град често лети достигне 86 °F (30 °C) што чини највећу светску температурну варијацију између летњих утицаја и зимских падавина.
Ветрови на југозападу доносе топли ваздух из Централне Азије и Блиског истока. Клима у Западном Сибиру (Омск, Новосибирск) је за неколико степена топлија него на истоку (Иркутск, Чита), а на северу преовладава екстремна зимска субполарна клима. Међутим, летње температуре у другим регионима могу да достигну до +38 °C (100 °F). Генерално, Јакутија је најхладнији Сибирски регион, а слив реке Јане има најнижу температуру од свих, док је пермафрост достигао 1.493 m. Па ипак, што се тиче империјских руских планова насељавања, хладноћа се никада није сматрала препреком.
Падавине у Сибиру су углавном ниске, преко 500 mm (20 in) само на Камчатки, где влажни ветрови прелазе са Охотског мора на високе планине - производећи једине велике леднике у региону, иако вулканске ерупције и ниске летње температуре онемогућавају да шуме расту. Падавине су велике и у већини Приморске Покрајине на екстремном југу, где монсунски утицаји могу да произведу прилично обилне летње падавине.
| Клима Новосибирск, Највећи град Сибира | Клима Новосибирск, Највећи град Сибира | Клима Новосибирск, Највећи град Сибира | Клима Новосибирск, Највећи град Сибира | Клима Новосибирск, Највећи град Сибира | Клима Новосибирск, Највећи град Сибира | Клима Новосибирск, Највећи град Сибира | Клима Новосибирск, Највећи град Сибира | Клима Новосибирск, Највећи град Сибира | Клима Новосибирск, Највећи град Сибира | Клима Новосибирск, Највећи град Сибира | Клима Новосибирск, Највећи град Сибира | Клима Новосибирск, Највећи град Сибира | Клима Новосибирск, Највећи град Сибира |
| Показатељ \ Месец                      | .Јан.                                  | .Феб.                                  | .Мар.                                  | .Апр.                                  | .Мај.                                  | .Јун.                                  | .Јул.                                  | .Авг.                                  | .Сеп.                                  | .Окт.                                  | .Нов.                                  | .Дец.                                  | .Год.                                  |
| -------------------------------------- | -------------------------------------- | -------------------------------------- | -------------------------------------- | -------------------------------------- | -------------------------------------- | -------------------------------------- | -------------------------------------- | -------------------------------------- | -------------------------------------- | -------------------------------------- | -------------------------------------- | -------------------------------------- | -------------------------------------- |
| Максимум, °C (°F)                      | −12,2 (10)                             | −10,3 (13,5)                           | −2,6 (27,3)                            | 8,1 (46,6)                             | 17,5 (63,5)                            | 24,0 (75,2)                            | 25,7 (78,3)                            | 22,2 (72)                              | 16,6 (61,9)                            | 6,8 (44,2)                             | −2,9 (26,8)                            | −8,9 (16)                              | 7,0 (44,6)                             |
| Просек, °C (°F)                        | −16,2 (2,8)                            | −14,7 (5,5)                            | −7,2 (19)                              | 3,2 (37,8)                             | 11,6 (52,9)                            | 18,2 (64,8)                            | 20,2 (68,4)                            | 17,0 (62,6)                            | 11,5 (52,7)                            | 3,4 (38,1)                             | −6,0 (21,2)                            | −12,7 (9,1)                            | 2,4 (36,3)                             |
| Минимум, °C (°F)                       | −20,1 (−4,2)                           | −19,1 (−2,4)                           | −11,8 (10,8)                           | −1,7 (28,9)                            | 5,6 (42,1)                             | 12,3 (54,1)                            | 14,7 (58,5)                            | 11,7 (53,1)                            | 6,4 (43,5)                             | 0,0 (32)                               | −9,1 (15,6)                            | −16,4 (2,5)                            | −2,3 (27,9)                            |
| Количина падавина, mm (in)             | 19 (0,75)                              | 14 (0,55)                              | 15 (0,59)                              | 24 (0,94)                              | 36 (1,42)                              | 58 (2,28)                              | 72 (2,83)                              | 66 (2,6)                               | 44 (1,73)                              | 38 (1,5)                               | 32 (1,26)                              | 24 (0,94)                              | 442 (17,4)                             |
| [ тражи се извор ]                     |                                        |                                        |                                        |                                        |                                        |                                        |                                        |                                        |                                        |                                        |                                        |                                        |                                        |

Истраживачи, укључујући Сергеја Кирпотина са Томског државног универзитета и Џудит Маркуанд са Универзитета у Оксфорду, упозоравају да је Западносибирска низија почела да се одмрзава као резултат глобалног загревања. Смрзнути тресетни брегови у овом региону можда садрже милијарде тона гаса метана, који се могу испустити у атмосферу. Метан је гас стаклене баште 22 пута моћнији од угљен-диоксида. Током 2008. године истраживачка експедиција за Америчку геофизичку заједницу открила је ниво метана до 100 пута изнад нормалног у атмосфери изнад сибирског Арктика, што је вероватно резултат испуштања метанског клатрата кроз рупе у замрзнутом „поклопцу” пермафроста морског дна, око изливања реке Лене и подручја између Лаптевског мора и Источног Сибирског мора.

## Фауна

### Папкари
- Манџурски вапити[33]
- Сибирски мошусни јелен[34]

### Звери

#### Фамилија мачака
- Амурски леопард[35]
- Сибирски тигар[36]

#### Фамилија медведа
- Азијски црни медвед[37]
- Мрки медвед[38]
- Бели медвед

## Флора
- Сибирска смрча[39]
- Сибирски патуљасти бор[40]

## Границе и административна подела
Термин „Сибир” има дугу историју. Њено значење се постепено мењало годинама. Историјски, Сибир је дефинисана као цео део Русије источно од Уралских планина, укључујући и Далеки исток. Према овој дефиницији, Сибир се протеже на исток са Уралских планина на пацифичку обалу, а на југ од Северног леденог океана до границе средње Азије и националних граница Монголије и Кине.
Извори совјетске ере и модерни руски изори обично дефинишу Сибир као регион који се протеже на исток од Уралских планина до вододелнице између сливова Тихог океана и Северног леденог океана, а на југ од Северног леденог океана до брда северно-централног Казахстана и националне границе Монголије и Кине. По овој дефиницији, Сибир укључује све савезне субјекте Сибирског савезног округа и неке Уралског савезног округа, као и Јакутију, која је део Далекоисточног федералног округа. Географски, ова дефиниција обухвата делове неколико других субјеката уралског и далекоисточног федералног округа, али они нису укључени административно. Ова дефиниција искључује Свердловску област и Чељабинску област, које су обе укључене у неке шире дефиниције Сибира.
Други извори могу користити нешто ширу дефиницију, која као источну границу Сибира наводи пацифичку обалу, а не развође (што укључује читав руски далеки исток) или нешто ужу која ограничава Сибир на Сибирски савезни округ (на тај начин искључујући све субјекте других округа). На руском језику реч Сибир житељи самог Сибирског округа користе за означавање федералног округа, док људи који живе изван њега то ретко чине.
| Субјект                       | Административни центар |
| ----------------------------- | ---------------------- |
| Уралски федерални округ       |                        |
| Хантија-Мансија               | Ханти-Мансијск         |
| Курганска област              | Курган                 |
| Тјуменска област              | Тјумењ                 |
| Јамалија                      | Салехард               |
| Сибирски федерални округ      |                        |
| Алтајска Покрајина            | Барнаул                |
| Република Алтај               | Горно-Алтајск          |
| Бурјатија                     | Улан Уде               |
| Иркутска област               | Иркутск                |
| Хакасија                      | Абакан                 |
| Кемеровска област             | Кемерово               |
| Краснојарска Покрајина        | Краснојарск            |
| Новосибирска област           | Новосибирск            |
| Омска област                  | Омск                   |
| Томска област                 | Томск                  |
| Тува                          | Кизил                  |
| Забајкалска Покрајина         | Чита                   |
| Далекоисточни федерални округ |                        |
| Јакутија                      | Јакутск                |

| Субјект                       | Административни центар  |
| ----------------------------- | ----------------------- |
| Далекоисточни федерални округ |                         |
| Амурска област                | Благовјешченск          |
| Чукотка                       | Анадир                  |
| Јеврејска аутономна област    | Биробиџан               |
| Камчатска Покрајина           | Петропавловск Камчатски |
| Хабаровска Покрајина          | Хабаровск               |
| Магаданска област             | Магадан                 |
| Приморска Покрајина           | Владивосток             |
| Сахалинска област             | Јужно-Сахалинск         |
| Уралски федерални округ       |                         |
| Чељабинска област             | Чељабинск               |
| Свердловска област            | Јекатеринбург           |

### Велики градови
Највећи град Сибира, као и трећи највећи град Русије, је град Новосибирск. Остали већи градови су:
- Барнаул
- Иркутск
- Кемерово
- Краснојарск
- Новокузњецк
- Омск
- Томск
- Тјумењ

Шире дефиниције Сибира укључују и:
- Чељабинск
- Хабаровск
- Владивосток
- Јекатеринбург - Неки извори као што је Енциклопедија Британика укључују овај град који се налази на планинама Урал. Локални становници не подржавају овакав став, јер верују да постоји разлика између сибирске и уралске културе.[46]

## Економија
Сибир је изузетно богат минералима, који садрже руде готово свих економски вредних метала. Има неке од највећих светских налазишта никла, злата, олова, угља, молибдена, гипса, дијаманата, диопсида, сребра и цинка, као и великих неискоришћених ресурса нафте и природног гаса. Око 70% развијених нафтних поља у Русији налази се у Хантији-Мансији. Русија садржи око 40% светских познатих ресурса никла на налазишту код Нориљска у Сибиру. НорилскНикел је највећи светски произвођач никла и паладијума.
Велико ограничење за сибирску пољопривреду представља кратка пољопривредна сезона у већем делу региона. Међутим, на југозападу где су земљишта богата плодном црницом, а клима је мало умеренија, распрострањен је узгој пшенице, јечма, ражи и кромпира, као и великог броја оваца и говеда. Производња хране у другим деловима Сибира, захваљујући лошој плодности подзолних земљишта и екстремно кратке пољопривредне сезоне, ограничена је на узгој северних ирваса у тундри - што домороци чине више од 10.000 година. Сибир има највеће шуме на свету. Дрво и даље представља важан извор прихода, иако су многе шуме на истоку крчене много брже него што могу да се опораве. Охотско море је једно од два или три рибом најбогатија мора на свету, захваљујући својим хладним струјама и веома великим плимама и осекама, и тако Сибир има преко 10% годишњег светског улова риба, иако је риболов на неки начин опао од распада СССР.

## Спорт
Професионални фудбалски тимови укључују ФК Том, ФК Сибир Новосибирск и ФК Јенисеј Краснојарск.
Кошаркашка екипа КК Јенисеј Краснојарск играла је у ВТБ јунајтед лиги од 2011—12. године.
Трећи најпопуларнији спорт у Русији, бенди, је важан у Сибиру. У сезони 2015-16 Руске Бенди Супер лиге, Јанисеј из Краснојарска три године за редом био је шампион, победивши Бајкал-Енергију из Иркутска у финалу. Два или три тима (у зависности од дефиниције Сибира) играју у Супер лиги, шампион 2016. године СКА-Нефтканик из Хабаровска, као и Кузбас из Кемерова и Сибселмаш из Новосибирска. 2007. године Кемерово је добио прву руску затворену арену специјално направљену за бенди. Сада Хабаровск има највећу арена на свету која је специјално изграђена за бенди, Арена Јерофеј. То ће бити место за Дивизију А Светског првенства у бендију 2018. године.
Зимска универзијада 2019. године одржаће се у Краснојарску.

## Становништво
Са 23 милиона становника Сибир је ретко насељено подручје, а густина становништва је само 2,7 становника на km². Становништво је концентрисано у релативно уском појасу на југу и југозападу, односно дуж транссибирске железничке пруге која повезује важне велике градове и где је могућа пољопривреда.
У велике градове у том појасу спадају Новосибирск, Омск, Краснојарск, Тјумењ, Томск, Иркутск, Хабаровск, Улан-Уде и далекоисточна пацифичка метропола Владивосток. Важна индустријска средишта у којима леже још неки велики градови су Хантијско-Мансијски аутономни округ као и Јамалско-ненецки аутономни округ где је тежиште нафтне индустрије и плина, као и јужносибирски „кузњецки басен угља“ (Кузбасс) са индустријским градом Кемерово.
Већину становништва чине Руси и русифицирани Украјинци чији су преци овамо дошли у прошлим вековима. Већ у 18. веку их је било више него староседелачког становништва.
Још у време царева забачено и негостољубиво подручје Сибира и средње Азије је служило као место изгона политичких противника и преступника. На страшан глас дошао је Сибир са појавом Солжењицинове књиге Архипелаг ГУЛАГ кад се сазнало о свим ужасима затвора и концентрационих логора створених за време Стаљинове владе. Тек са распадом Совјетског Савеза престала су депортовања у та подручја. Од 1920-их година појачава се индустријски развој Сибира, што је учврстило структуру становништва у досељеничку корист.
Староседелачко становништво сибирског севера и руског Далеког истока састоји се од народа алтајске и уралске језичне породице и других народа. Већи народи су Тувинци, Бурјати, Хакаси, Јакути и Алтајци. Мање етничке заједнице које немају своје федералне републике међу осталима су Чукчи, Евенки, Корјаци, Ненци, Ханти, Манси и Јукагири. За време Совјетског Савеза већина староседелаца, који су одувек били номади, је била присиљена на трајно насељавање и колективизацију у совхозе.
Највећу опасност по староседелачко становништво представља индустријализација и кориштење природних ресурса као што су нафта, природни плин, угаљ, дијаманти и злато у азијском делу Русије. Уз то, алкохолизам је огроман проблем. Језици већине малих народа су пред изумирањем, а посебно тамо где на основи индустријског развоја нестаје околина у којој се њима користило.
Након распада Совјетског Савеза, у Сибиру се појачано (делом илегално) насељавају Кинези, радећи углавном као трговци или предузетници.

## Религија
Постоје различита веровања широм Сибира укључујући православно хришћанство, друге деноминације хришћанства, тибетанског будизма и ислама. Процењује се да 70.000 Јевреја живи у Сибиру,, а неки од њих живе у Јеврејској аутономној области. Највећа верска група је Руска православна црква.
У Сибиру постоји популарна традиција шаманизма и политеизма. Сами староседеоци своје свете обичаје сматрају древним. Постоје записи из 13. века о обичајима сибирских племена везаним за лечење. На територији Сибира постоји много различитих локалних традиционалних богова. Ту спадају: Ак Ана, Анапел, Кара Хан, Куркил, Нга, Нуми-Торем, Нуми-Турум, Пон, Пугу, Тодоте, Томам, Зонгет, Јукагири и други. Места са светим подручјима укључују Олхон, острво на Бајкалском језеру.

## Транспорт
Многим градовима у северном Сибиру, као што је Петропавловск Камчатски, не може се прићи путем, јер практично нису повезани са другим већим градовима у Русији или Азији. Најбољи пут за обилазак Сибира је преко Транссибирске железнице. Транссибирска железница саобраћа од Москве на западу до Владивостока на истоку. До градова који се налазе далеко од железнице, најлакше се прилази ваздухом или засебном Бајкалско-амурском железницом.

## Култура

### Кухиња
Строганина је сирово рибље јело аутохтоних народа северног арктичког Сибира, направљено од сирових, танких замрзнутих риба резаних по дужини. То је популарно јело сибирских староседелаца.